# Escola eclética
A escola eclética ou dos ecléticos de medicina (em grego:  Ἐκλεκτικοί) foi uma antiga escola de medicina na Grécia Antiga e em Roma. Elas foram assim chamadas porque selecionavam de cada escola filosófica as opiniões que para elas pareciam as mais prováveis. Elas pareciam ter sido um ramo da escola metódica. Elas foram fundadas, ao que parece, por Arquígenes. Algumas das opiniões destes médicos são encontradas nos fragmentos preservados por Galeno, Oribásio, Aécio de Amida, etc.; mas as doutrinas que adotaram permanecem desconhecidas.
Uma escola intimamente relacionada foi a Escola epissintética (Episintetici), assim chamada porque elas amontoavam de uma maneira (episintitêmi), e adotavam suas próprias opiniões diversas, e até mesmo escolas opostas. Parece ter sido fundada por Agatino de Esparta, o pupilo de Ateneu, e o mestre de Arquígenes, em direção ao final do século I d.C.. O único outro médico antigo que é mencionado como ter pertencido a esta escola filosófica Leônidas de Alexandria, que pode ter vivido no século III. Pouco é conhecido das opiniões destes médicos ou de seus dogmas.
No budismo tibetano moderno, a escola eclética (Ris-med) se referia ao movimento que procura combinar os sistemas filosóficos e religiosos de diferentes linhagens a fim de desenvolver os melhores ensinos de toda a tradição; tem um caráter sincrético, aberto a sínteses com o grego clássico e o pensamento ocidental.